# الغلاف الجوي لبلوتو

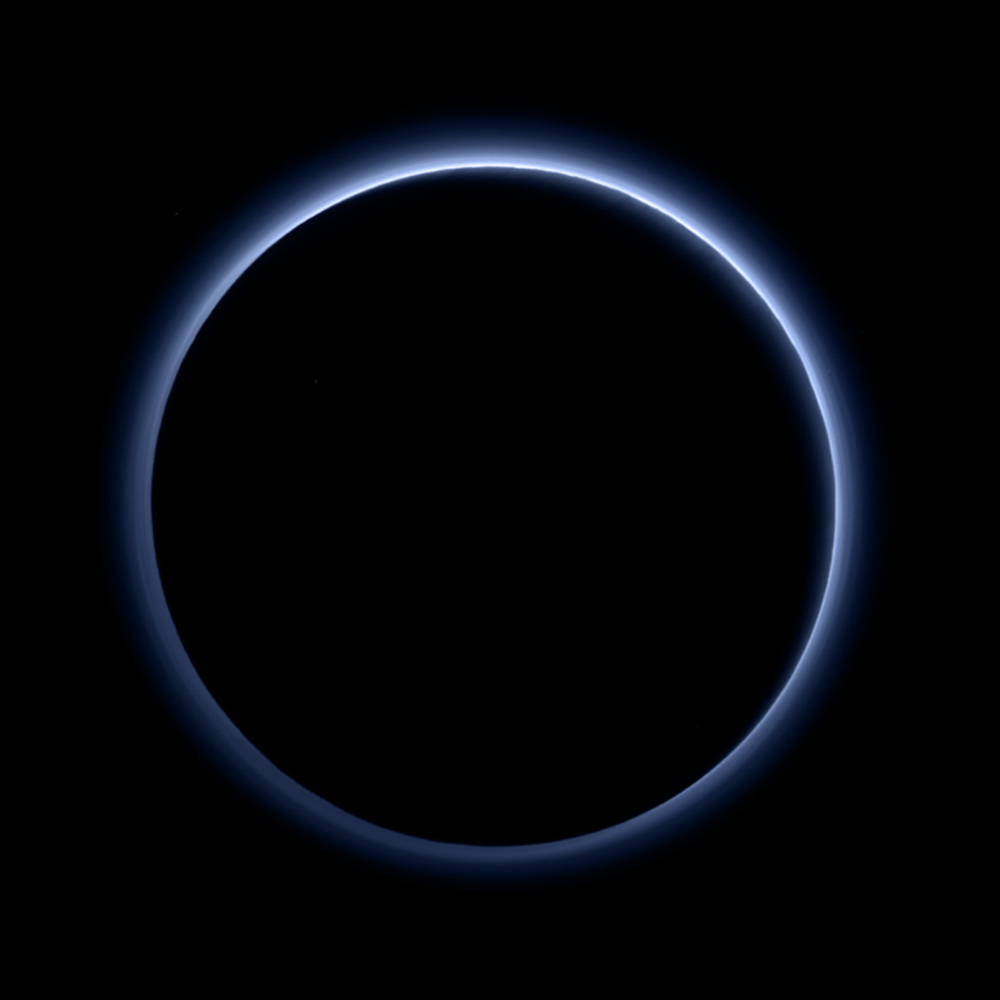
صورة لبلوتو من التقاط نيو هورايزونز والتي تظهر الغلاف الجوي لبلوتو مضاءً بالشمس خلف الكوكب. اللون الأزرق قريب لما قد تراه العين البشرية والناتج عن طبقات الغبار في الغلاف الجوي.

الغلاف الجوي لبلوتو عبارة عن طبقة رقيقة من الغازات تحيط به. يتكون بشكل أساسي من النتروجين مع كميات قليلة من الميثان وأول أكسيد الكربون، تكونت كلها نتيجة تبخر الجليد على سطح بلوتو. يحتوي على طبقات ضباب من المحتمل أنها مشكّلة من مكونات ثقيلة تتشكل من تلك الغازات بسبب الإشعاع عالي الطاقة. يتميز الغلاف الجوي لبلوتو بتغيراته الموسمية الشديدة وغير الواضحة التي تنتج عن المدار المميز والدوران المحوري لبلوتو.
يبلغ الضغط السطحي للغلاف الجوي لبلوتو والذي قاسته مركبة نيوهورايزنز في 2015، 1 باسكال (10 ميلي بار)، أقل تقريبًا ب100000 مرة من الضغط الجوي للأرض. تتراوح الحرارة على سطحه بين 40 إلى 60 كلفن (-230 حتى -210 درجة مئوية) ولكنها ترتفع بسرعة مع الارتفاع بسبب الاحتباس الحراري الذي يولده غاز الميثان. وتصل إلى 110 كلفن (-163 درجة مئوية) في ارتفاع 30 كيلومتر ثم تنخفض ببطء.
يُعد بلوتو الجسم الوحيد وراء نبتوني ذي غلاف جوي معروف. ويعتبر الغلاف الجوي لتريتون أكثر غلاف جوي يشبهه، حتى أنه يشبه الغلاف الجوي للمريخ في بعض الجوانب.
دُرس الغلاف الجوي لبلوتو منذ الثمانينيات بواسطة أرصاد أرضية لاحتجاب النجوم بسبب بلوتو وعن طريق التحليل الطيفي. دُرس في عام 2015 من مسافة قريبة بواسطة المركبة الفضائية نيوهورايزنز.

## التركيب
يتكون الغلاف الجوي لبلوتو بشكل رئيسي من النيتروجين، ويشكل الميثان 0.25% منه وفق قياسات نيوهورايزنز. وفقًا للقياسات الأرضية، قُدّرت نسبة أول أكسيد الكربون بين %0.025 و0.15%، وفي عام 2015 قُدّرت بين 0.05% و 0.075%. تتفاعل هذه الغازات تحت تأثير الإشعاعات الكونية عالية الطاقة لتشكّل مركبات أكثر تعقيدًا (غير متطايرة في درجات حرارة سطح بلوتو) وتتضمن الإيثان (سي 2 إتش6) والإيثيلين (سي 2 إتش4) والأسيتيلين (سي 2 إتش2) وهيدروكربونات ونتريلات ثقيلة وسيانيد الهيدروجين (إتش سي إن) (تبلغ كمية الإيثيلين حوالي 0.0001% وكمية الأسيتيلين 0.0003%). تترسب هذه الكميات على السطح ببطء. ومن المحتمل أنها تتضمن أيضًا الثولينات المسؤولة عن اللون البني لبلوتو (كبعض الأجسام الأخرى في النظام الشمسي الخارجي).
المركب الأكثر تطايرًا في الغلاف الجوي لبلوتو هو النيتروجين، يحل في المرتبة الثانية أول أكسيد الكربون وثالثًا الميثان. مؤشر التطاير هو ضغط البخار المشبع (ضغط التّصعد). ويبلغ هذا الضغط عند درجة حرارة 40 كلفن (قريبة من القيمة الأدنى لدرجة حرارة سطح بلوتو) حوالي 10 باسكال بالنسبة للنيتروجين، و1 باسكال بالنسبة لأول أكسيد الكربون، و0.001 باسكال بالنسبة للميثان. يزداد هذا الضغط بسرعة مع ازدياد درجة الحرارة، وعند درجة حرارة 60 كلفن (قريبة من القيمة الأعلى لدرجة حرارة سطح بلوتو) يصل حتى 10000 باسكال للنتروجين، و3000 باسكال لأول أكسيد الكربون، و10 باسكال للميثان. يبقى الضغط بالنسبة للهيدروكربونات الأثقل من الميثان، والماء، والأمونيا، وثاني أكسيد الكربون، وسيانيد الهيدروجين منخفضًا بشكل لا يذكر (حوالي 5 إلى 10 باسكال أو أقل)، مما يشير لعدم وجود تطاير في ظروف الغلاف الجوي لبلوتو (على الأقل في الغلاف الجوي السفلي البارد).
من المتوقع أنّ قلة وجود الميثان وأول أكسيد الكربون، تستطيع أن تشرح الانحرافات الكبيرة في توازن الضغط مع الجليد السطحي والتغيرات الزمانية والمكانية الكبيرة في التركيز. لكن في الحقيقة، لا يتعمد تركيز الميثان على الأقل على الارتفاع (على الأقل في ارتفاعات بين 20 و30 كيلومتر) وخطوط الطول والوقت. يشير اعتماد درجة حرارة تطاير الميثان والنيتروجين إلى أنّ تركيز الميثان سيتناقص أثناء حركة بلوتو مبتعدًا عن الشمس. والجدير بالذكر أن تركيز الميثان المرصود هو أعلى مرتين من التركيز المتوقع حسب قانون راؤول على أساس تركيزه في الجليد السطحي ونسبة ضغوط التصعيد للميثان والنيتروجين. أسباب هذا التناقض غير معروفة. يمكن أن تكون بسبب وجود قطع منفصلة من جليد الميثان النظيفة نسبيًا، أو بسبب تزايد محتوى الميثان في الطبقة العليا من الجليد المختلط المألوف.
تؤدي التغيرات المدارية والموسمية للتشميس إلى هجرة الجليد السطحي، فهي تتصاعد في بعض الأماكن وتتكاثف في أماكن أخرى. وفقًا لبعض التقديرات، فإنّ التغير في السماكة يصل إلى المتر. وهذا يؤدي إلى تغيرات ملحوظة في سطوع ولون بلوتو (وتغيرات أيضًا في الهندسة الظاهرية أو المنظر).
على الرغم من عدم توفر الميثان وأول أكسيد الكربون إلّا بشكل قليل، فهما مهمان للبنية الحرارية للغلاف الجوي: يعد الميثان عامل تسخين قوي، وأول أكسيد الكربون عامل تبريد (على الرغم من أنّ كمية التبريد غير واضحة كليًا).

## الضباب

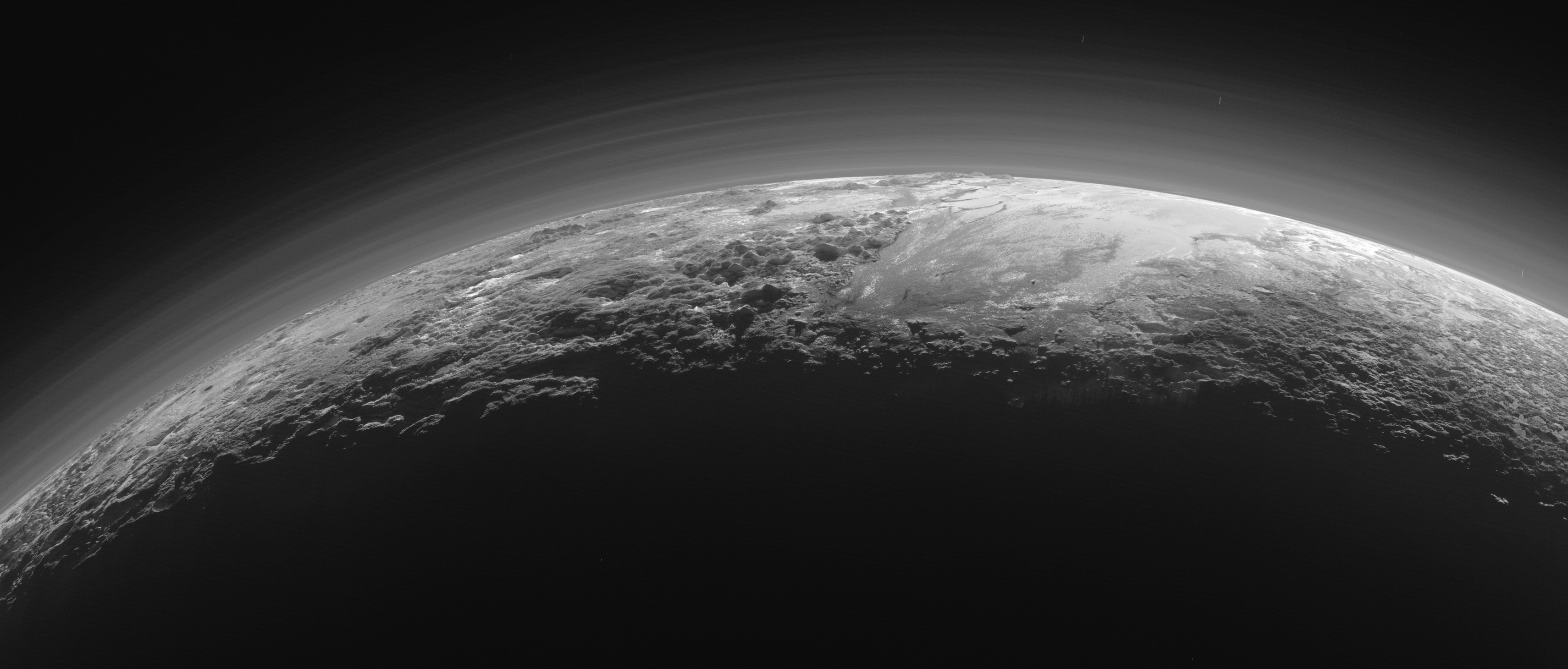
الضباب متعدد الطبقات في الغلاف الجوي لبلوتو. يمكن رؤية جزء من سهل سبوتنيك بلانيتيا والجبال القريبة منه. الصورة من التقاط نيو هورايزونز.

اكتشفت نيوهورايزنز في الغلاف الجوي لبلوتو ضباب متعدد الطبقات، والذي يغطي كامل هذا الكوكب القزم ويصل لارتفاع 200 كيلومتر. تُظهر أفضل الصور حوالي 20 طبقة من الضباب. لا يقل الامتداد الأفقي لهذه الطبقات عن 1000 كيلومتر. تتراوح سماكة هذه الطبقات بين 1 وقد تتجاوز 10 كيلومتر، وتبلغ المسافة الرأسية بينها حوالي 10 كيلومتر. كثافة الضباب في المناطق الشمالية أكبر بمرتين إلى ثلاث مرات من كثافته عند خط الاستواء.
على الرغم من الكثافة المنخفضة جدًا للغلاف الجوي إلّا أنّ الضباب ملحوظ. فهو يبعثر ضوءًا كافيًا بشكل يسمح بتصوير بعض التفاصيل من الجهة غير المضاءة لبلوتو. في بعض الأماكن تستطيع رؤية الظلال الطويلة من الجبال على الضباب. يقدر العمق الضوئي الطبيعي ب 0.004 أو 0.013. مقياس ارتفاع الضباب هو 45-55 كيلومتر. يتوافق تقريبًا مع مقياس ارتفاع الضغط في الغلاف الجوي المتوسط. يتناقص مقياس ارتفاع الضباب حتى 30 كيلومتر على ارتفاعات تتراوح بين 100 و200 كيلومتر.
حجم جزيئات الضباب غير واضح. يشير اللون الأزرق إلى جسيمات بنصف قطر 10 نانو متر تقريبًا، لكن نسبة السطوع في زوايا الطور المختلفة تشير إلى أنّ نصف القطر يتجاوز 100 نانومتر. يمكن شرح هذا عن طريق تراكم الجسيمات الصغيرة (عشرات النانومترات) في مجموعات أكبر (مئات النانومترات).
من المحتمل أنّ الضباب يتكون من جسيمات تتكون من مركبات غير متطايرة، والتي تُركّب من غازات الغلاف الجوي تحت تأثير الإشعاع الكوني عالي الطاقة. تظهر الطبقات وجود أمواج في الغلاف الجوي (أشارت أرصاد الاحتجاب أيضًا إلى وجودها) ويمكن أن تنشأ مثل هذه الموجات بسبب الرياح التي تعصف على سطح بلوتو الخشن.
إنّ الضباب هو السبب الأكثر احتمالًا للعقدة في منحني شدة الضوء مقابل الوقت الذي قاسته نيوهورايزنز أثناء التحليق في ظلال بلوتو، نلاحظ أنّ الغلاف الجوي يضعِف الضوء عند ارتفاعات أقل من 150 كيلومتر أكثر من الارتفاعات الأعلى من ذلك. رُصدت عقدة مشابهة خلال الاحتجاب النجمي عام 1988. فُسرت في البداية على أنّ الضباب يُضعف الضوء، ولكن يُعتقد الآن أنّ السبب بشكل أساسي هو التدرج الحاد في درجة الحرارة العكسية في الغلاف الجوي السفلي. غابت هذه العقدة خلال الاحتجابات اللاحقة (عندما كان الغلاف الجوي لبلوتو أكثف بمرتين).
تم الحصول على دليل آخر عن الضباب في عام 2002 بسبب الاحتجاب الجديد. أظهر الضوء النجمي الذي نجح في الوصول إلى الأرض خلال الاحتجاب (بسبب الانكسار الضوئي في الغلاف الجوي لبلوتو) زيادة في الكثافة تتناسب طردًا مع طول الموجة. فُسّر هذا كدليل موثوق على تبعثر الضوء بسبب الهباء الجوي (مشابه للاحمرار أثناء شروق الشمس). لكن غابت هذه السمة خلال الكسوفات اللاحقة (بما في ذلك 29 يونيو عام 2015). وفي 14 يوليو عام 2015، وجدت نيوهورايزنز أنّ الضباب أصبح أزرق.
رُصد عدد من السحب المحتملة في مجموعة الصور الأخيرة التي أرسلتها نيوهورايزنز.